# Maisoncelles-Pelvey
Maisoncelles-Pelvey è un comune francese di 264 abitanti situato nel dipartimento del Calvados, nella regione della Normandia.

## Società

### Evoluzione demografica
Abitanti censiti